# Marcel Audiffren
Marcel Audiffren, född okänt år, död okänt år (tidigast 1927),  var en fransk präst och uppfinnare, åtminstone under en period under 1890-talet bosatt i Grasse.
Marcel Audiffren var abbot i ett franskt cistercienserkloster med vintillverkning. Han är känd för att ha uppfunnit en hermetiskt tillsluten kylmaskin med en handvevad kompressor, ursprungligen för att användas i klostrets vinfabrikation. Kylmaskinen hade tre delar: kompressor, kondensator och evaporator. Kylmediet var svaveldioxid. Han fick patent i Frankrike för detta 1894 och året efter världsomfattande patent i USA. Han påbörjade ett samarbete med ingenjören Albert Singrün, delägare av det franska elektrotekniska företaget Societé des Établissements Singrün SA i Épinal i Vosges. Detta företag började 1903 saluföra en förbättrad variant av kylmaskinen. År 1908 fick Audiffren och Singrün tillsammans ett ytterligare patent på förbättringar av kylmaskinen.
På basis av dessa uppfinningar tillverkades kylmaskiner och kylskåp. Audiffren och Singrün sålde 1911 patenträttigheter till några amerikaner, som bildade American Audiffren Refridgerating Machine Company i USA. Detta företag ingick avtal med General Electric om tillverkning av kylmaskinerier och kylskåp för hushållsbruk i General Electrics fabrik i Fort Wayne i Indiana. Produkterna salufördes under namnet ”Audiffren”, och också ”Audiffren-Singrün”. I början möttes kylskåpen av farhågor om säkerhet, eftersom de opererade med giftig svaveldioxidgas under tryck och förutsattes hanteras i hushållen utan tillsyn av någon tekniker. Fram till 1928 tillverkades i USA årligen mellan 150 och 200 enheter.
I Europa tillverkades kylutrustning av Societé des Établissements Singrün SA i Golbey och salufördes som "Le Frigorigène Audiffren – machine rotative à glâce et à froid" av La société d'applications frigorifiques SA.

## Bevarade exemplar av Audiffrenkylmaskiner
Det äldsta exemplaret av det i Frankrike tillverkade Audiffrenmaskineriet var installerat på Hotell Torni i Helsingfors fram till 1952. Det fungerar fortfarande och finns på Finlands kyltekniska museum i Ylöjärvi kommun.
Ett exemplar finns på Marlborough Farming Museum i Blenheim i Nya Zeeland.